# 小白兔狸藻
小白兔狸藻（學名：Utricularia sandersonii），又称桑德森狸藻，為狸藻屬多年生小型食虫植物。其种加词“sandersonii”来源于英国植物采集者桑德森（Sanderson）。桑德森狸藻为南非特有種，分布自北誇祖魯-納塔爾省到特蘭斯凱之間。其常岩生于潮溼的岩石表面，海拔分布范围为210米至1200米。1865年，丹尼爾·奧利弗最先发表了桑德森狸藻的描述。這是一個非常獨特的物種，而且已人工繁殖成功，极易繁殖。

## 外部連結
- 食虫植物照片搜寻引擎中桑德森狸藻的照片 （页面存档备份，存于）